# بیل بری (موسیقی‌دان)
بیل بری (انگلیسی: Bill Berry؛ زادهٔ ۳۱ ژوئیهٔ ۱۹۵۸) طبل‌زن، موسیقی‌دان، ترانه‌نویس و تهیه‌کننده موسیقی از گروه موسیقی آلترناتیو راک اهل ایالات متحده آمریکا آر.ئی.ام. است.